# Himelinus
Himelinus of Himelijn was een Schotse pelgrim die in 750 in Vissenaken zou zijn gestorven. Hij zou een broer geweest zijn van de heilige Rombout van Mechelen.
De eerste die rond 1476 over Sint-Himelinus schreef was de augustijn Jan Gielemans, subprior van het Rode Klooster in het Zoniënbos bij Brussel.
Op te merken valt, dat de heilige Himelinus enkel in Vissenaken bekend is.

## Het verhaal
Teruggekeerd van een reis naar Rome kwam de Schotse of Ierse pelgrim Himelijn in Vissenaken aan. Hij vroeg aan de dienstmeid van de pastoor om te drinken. Deze weigerde haar kruik, omdat er veel pest heerste, maar na veel aandringen van de Schotse pelgrim liet ze het toch toe. Bij de pastoor aangekomen was het water veranderd in wijn. De pastoor ging de oude pelgrim opzoeken en drong aan dat hij mee zou komen naar de pastorie. Himelijn vergezelde de pastoor maar weigerde het zachte bed en de kussens: hij ging in de schuur op stro slapen. Himelijn werd ziek. Hij stierf in de pastorie drie dagen later aan de pest. Vanzelf begonnen de klokken te luiden. In de Sint-Maartenskerk was zonder hulp van mensen een graf klaar gemaakt, helemaal op maat van de overleden pelgrim en zonder dat er uitgegraven aarde zichtbaar was. In dat graf werd Himelijn begraven.

## Volksdevotie
De Sint-Maartenskerk werd een centrum van volksdevotie. Eeuwenlang kwamen pelgrims naar Vissenaken. Zij namen aarde mee van aan het graf van Sint-Himelinus en mengden die in het eten van de huisgenoten en van het vee om op die manier ziekten te genezen. Door dit gebruik ontstond aan het graf van Himelijn een grote, diepe put waarin wel 10 personen konden staan en waarvoor in 1646 een ladder van 7 sporten werd gebruikt om er in af te dalen.
Himelijns feestdag valt op 10 maart. Dit wordt jaarlijks gevierd gedurende 8 dagen (het Octaaf) met een bedetocht naar de Himelinusbron op de eerste zondag na 10 maart.

## Gedicht
De priester-dichter J.B. Stalpart van der Wiele (1579-1630) wijdde in zijn Gulde-Jaars Feestdagen of Den schat der Geestelijcke Lof-Sangen volgende verzen aan de legende van Sint-Himelinus:
Maagd / Geef m’een dronksken waters
Sprak Sinte Hymelijn.
En zij: ‘t gebod des paters.
Fijn man, verbiedt het mijn,
Mids dat de pest alomme
De huizen dus besmet;
Ons mocht ook overkommen
Hetgene dat U let.
Neen, wees daar af verzekerd
‘t En heeft op U geen vat,
Is ‘t zaak, dat gij mij bekert
Een wenig van uw nat.
Ja uw eerwaarde vader
Zal zien, dat Godes Zoon
Ook aan een klein weldader
Wel geeft een groten loon.
Wat meer ? Zij laaft den Heilig’,
Gelijk hij had verzocht.
Maar als ze t water veilig
Nu thuiswaarts had gebrocht
En aan haar heer geschonken
Van d’heldere fontein.
Zo was bij hem gedronken
Nooit aangenamer wijn.
Wat ‘s dit ? riep hij, ‘k Wou water
Waarom dan wijn geschaald
En zij Mijn heer, mijn pater.
‘k En heb ook niet gehaald
Als water daar wij plegen
Te scheppen al ons nat.
Maar dit zal zijn de zegen
Van die m’om drinken bad.
En hiermee fluks en wakker
De pastoor, opgestaan,
Dwong van den warmen akker
Den man in huis te gaan
Om bij hem wat te rusten,
Maar dit hemelse gemak
Dee Hymelinum lusten
Naar aangenamer dak.
Des hij des nachts verscheidde,
Verrassende ïijn waard.
Maar ‘t kiokgelui verspreidde
Zijn onverwachte vaart.
De dienst-bereide geesten
(Men zag de luiers niet)
Het heilig lijk befeestten
Op ‘t goddelijk gebied.
Klein dorpken Vissenaken
De pelgrim Hymelijn
Heeft U bekend doen maken
Bij Schot en bij Latijn.
Want wie zou kunnen helen
Een zo bekende nat!
Laat ons dan ook wat delen
Van uw bewaarde schat.

## Afbeeldingen

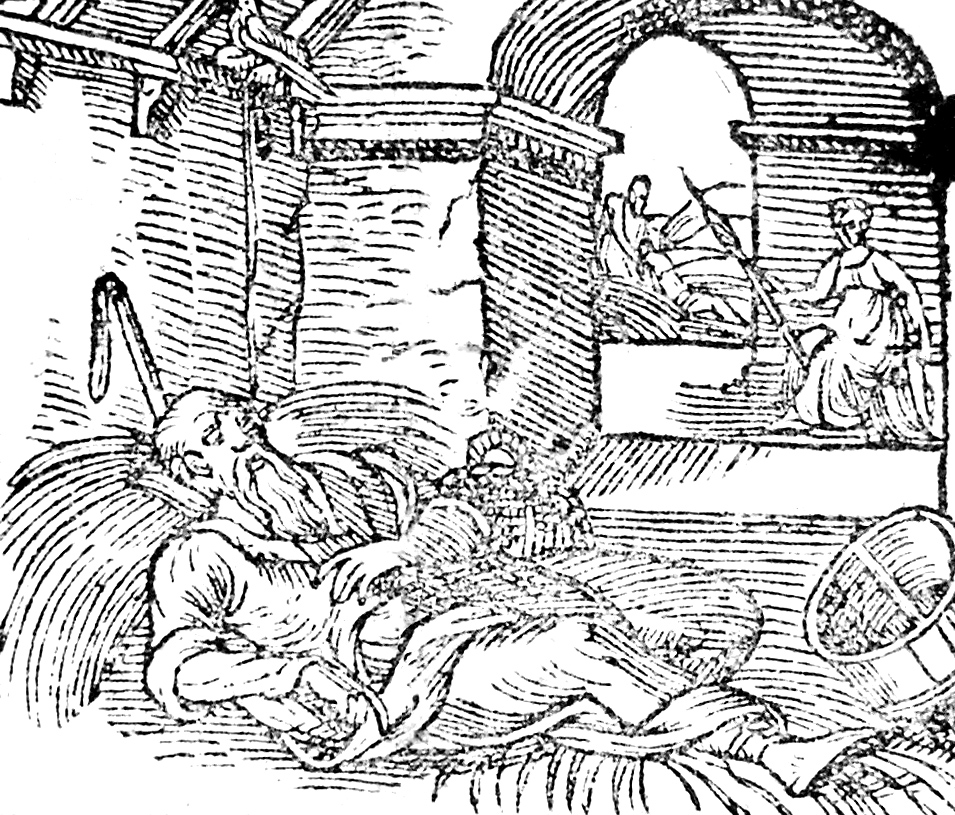
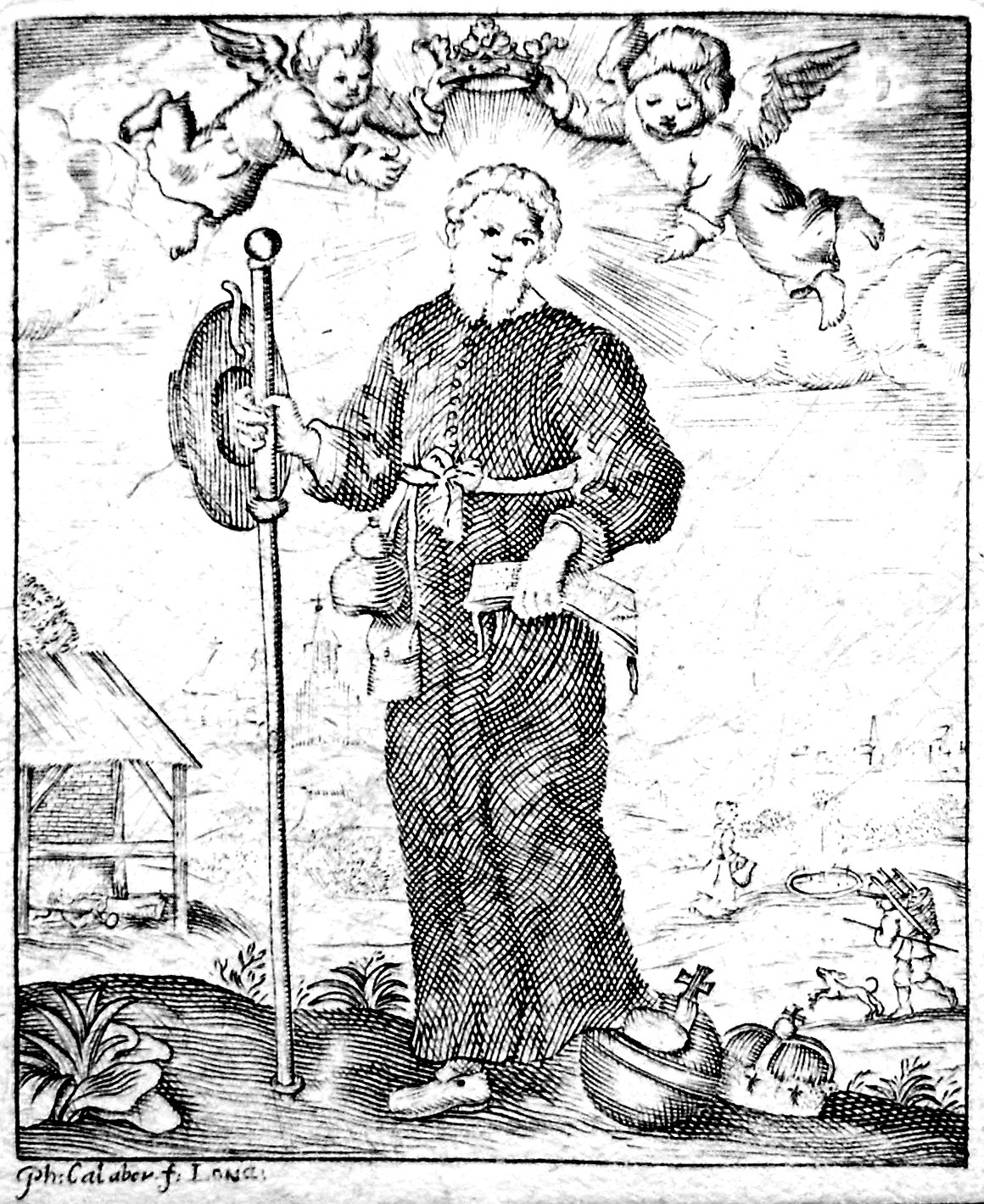
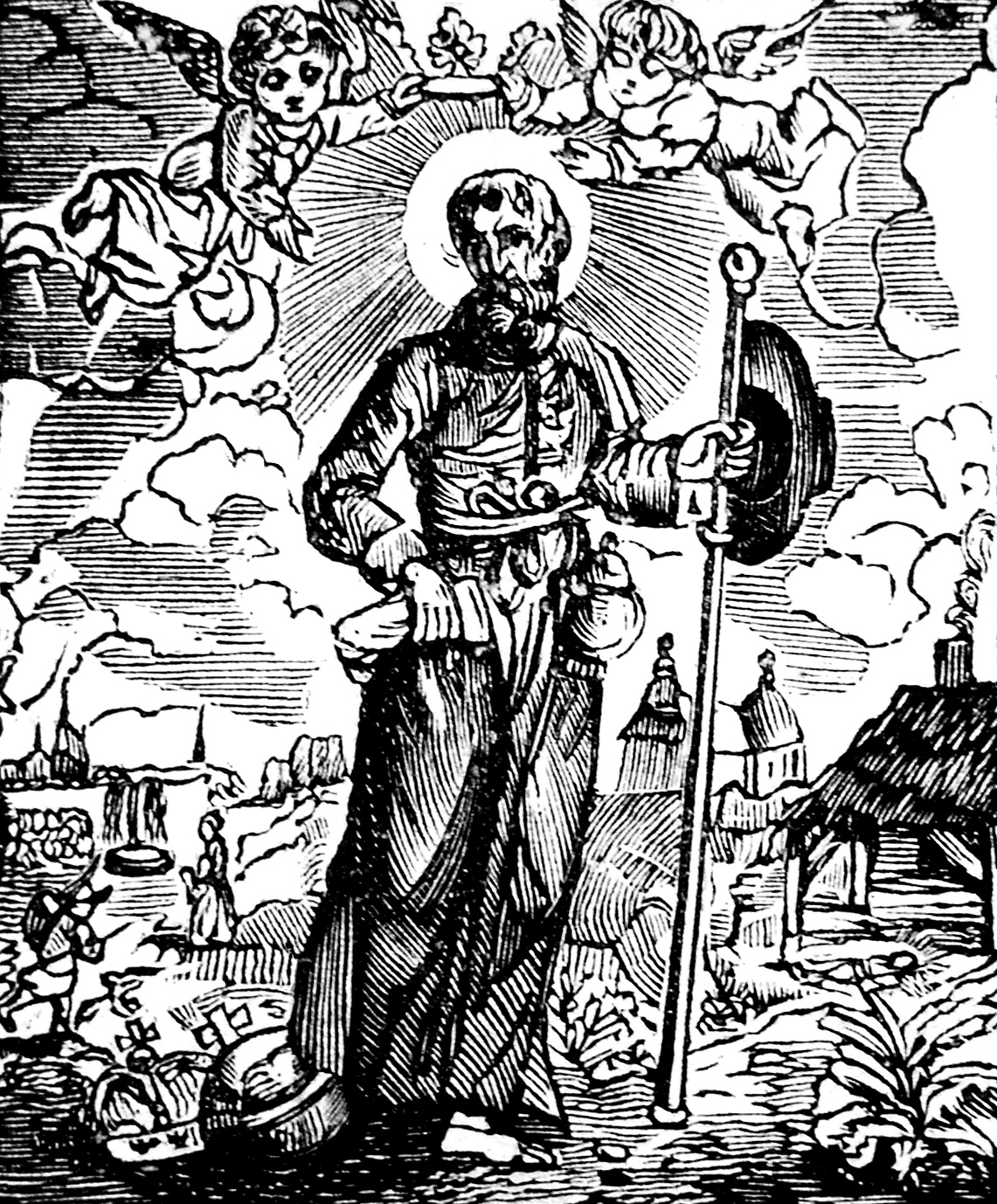